# Blyth Tait
Blyth Tait (Whangārei, 10 maggio 1961) è un fantino neozelandese.

## Biografia
Nel 1992 prende parte ai Giochi olimpici di Barcellona vincendo la medaglia di bronzo nel Concorso completo individuale e quella d'argento nel Concorso completo a squadre.
Alle Olimpiadi di Atlanta 1996 ottiene di nuovo ottimi risultati. Vince la medaglia d'oro nel Concorso completo individuale e quella di bronzo nel Concorso completo a squadre.
Partecipa senza però ottenere medaglie anche alle successive Olimpiadi di Sydney 2000 e Olimpiadi di Atene 2004.
Si è apertamente dichiarato gay.